# Carissa boiviniana
Carissa boiviniana är en oleanderväxtart som först beskrevs av Henri Ernest Baillon, och fick sitt nu gällande namn av Leeuwenb.. Carissa boiviniana ingår i släktet Carissa och familjen oleanderväxter. Inga underarter finns listade i Catalogue of Life.